# ガストン・ド・フォワ (ビアナ公)
ガストン・ド・フォワ（Gaston de Foix, 1444年 - 1470年11月23日）は、フォワ伯ガストン4世とナバラ王女（のち女王）レオノールの長男。フォワ伯およびナバラ王位の継承者であり、ナバラ王子およびビアナ公の称号を授けられていた。
1461年にフランス王シャルル7世と王妃マリー・ダンジューの娘マドレーヌと結婚し、1男1女をもうけた。
- フランソワ（フランシスコ）（1466年 - 1483年）
- カトリーヌ（カタリナ）（1468年 - 1518年）

ガストン自身は1470年に若くして死去したため、フォワ伯およびナバラ王位はのちに息子フランソワが継承したが、早世したために娘カトリーヌがその跡を継いだ。